# Tulio Lovato
Marcelo Antonio Tulio Lovato (Buenos Aires, 1915) fue un historietista argentino más conocido por su trabajo en el mediometraje animado Upa en Apuros; además, fue director del departamento Gráfico de la Editorial Dante Quinterno e ilustrador de la historieta Rinkel el Ballenero, que se publicó en la revista Patoruzito. Participó en la escritura de los primeros guiones de Patoruzú junto con Laura Quinterno, hermana de Dante. 